# Тоя (озеро)
Озеро Тоя — вулканічне кальдерне озеро в Національному парку Сікоцу-Тоя, район Абута, Хоккайдо, Японія. Це частина «Глобального геопарку Кальдера Тоя і вулкан Усу».

## Географія
Стратовулкан гори Усу лежить на південному краю кальдери. Озеро майже кругле, діаметром 10 кілометрів із сходу-заходу та 9 кілометрів з півночі-півдня. Місто Тьяко займає більшу частину території, що оточує озеро, а місто Собецу розташоване на східній стороні.
Озеро Тоя є найпівнічнішим озером Японії, яке ніколи не замерзає (з конкурентною претензією сусіднього озера Сікоцу), і другим за прозорістю озером Японії. Острів Накадзіма (не плутати з іншим однойменним островом на озері Кусшаро) — острів посеред озера, на якому розміщений музей лісу на озері Тоя.
Територія навколо озера Тоя є частиною Національного парку Сікоцу-Тоя, який визнаний японським геопарком, а ЮНЕСКО назвали його «Геопарк озеро Тоя-ко і гора Усу», внісши в список геопарков ЮНЕСКО.

## Примітки

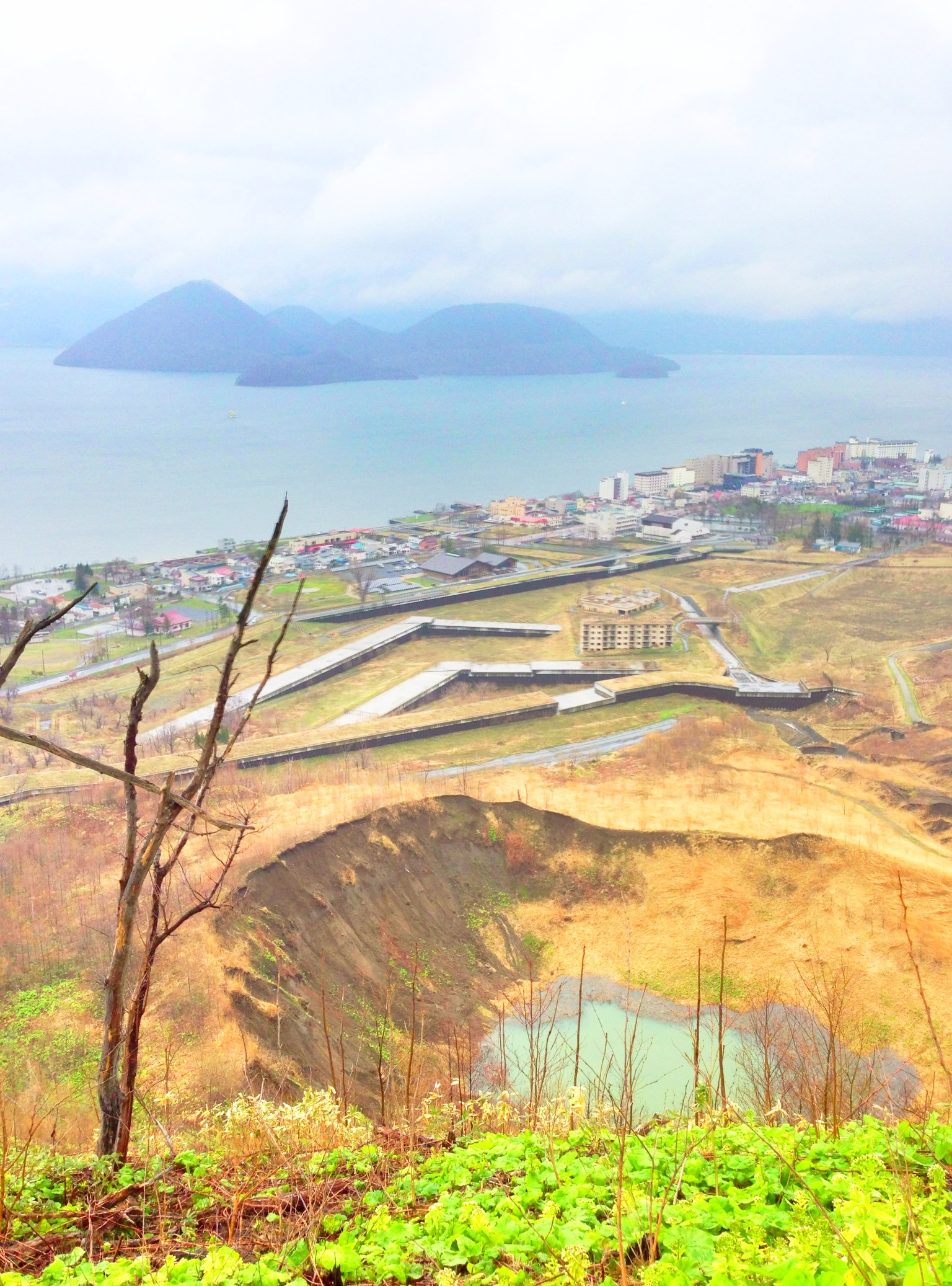
Озеро Тья, місто Тья та вулкан Усу